# ギルガメッシュないと
『ギルガメッシュないと』は、テレビ東京系列局ほかで放送されていたテレビ東京製作の女性向け深夜番組である。製作局のテレビ東京では1991年10月5日から1998年3月28日まで放送。全放送回数324回。
一般的には成人男性向けのお色気番組と誤った認識が広まっているが、本来は情報番組であり、主に女性視聴者をターゲットに製作された。女性向けの深夜番組でありながらも男女が楽しく見られるように工夫していたという。
この番組の在り方は後年のマスカットシリーズ、やりすぎコージー、ゴッドタンといった同局の深夜バラエティにも影響を与えた。また放送終了後も『ギルガメッシュLIGHT』や『ギルガメッシュFIGHT』といった復活番組や新たな作品が制作され、オリジナルグッズが販売されるなど現在でも知名度は衰えていない。
本稿では、2012年1月13日から同年12月21日までBSジャパンで毎週金曜 23:00 - 24:00に放送されていた『ギルガメッシュLIGHT』（ギルガメッシュライト）についても述べる。

## 概要
1991年10月5日、「男も楽しめる、女の子のためのエッチ番組」というコンセプトで放送開始。
初代ディレクターは菅直満、中村豊志。初期の出演者は、岩本恭生・3人の女性ダンサーからなるVIVID・イジリー岡田の5人構成で最初の3か月間は映画紹介やオススメのデートスポット情報といった内容のあくまで真面目な情報番組であり、後のお色気パートはイジリーの担当コーナー程度で、全国ネットではなかった。実際にイジリー岡田は後年のインタビューで「番組のレギュラー出演が決まった際にマネージャーから、この番組はたぶん3か月で終わりますけど精いっぱいやってくださいと言われました。」と語っている。
1992年1月のテコ入れでスタッフが一新され、後に『ASAYAN』を手掛ける佐藤哲也と後に『開運!なんでも鑑定団』『おはスタ』を手掛ける中尾哲郎にディレクターが交代。そこで第2のコンセプトとして「グラビアアイドルをテレビでブレイクさせる」というスター創りを試んだ。岩本恭生に当時、人気のあったグラビアアイドル細川ふみえを司会に起用した。さらに、これまでのレギュラーコーナーを全廃し、なぎら健壱と裸エプロン姿の野坂なつみによる「夜食ばんざい」や、グラビアアイドルたちがボディコンで鉄棒競技などのスポーツをする企画などがスタートし、お色気番組（イジリー曰く「大エロス番組」）というイメージが定着した。
1992年2月に入り、飯島愛が発掘されCM前に「ギルガ〜メッシュ！」とカメラ目線にセクシーな声で、スカートを捲ってTバックを見せるポーズで注目を集め、細川の降板後に司会に昇格した。番組スタートから1年後の1992年10月には全国ネット放送が開始され、AV女優やグラビアアイドルの他、若手芸人、ミュージシャン等も多数出演しながら大人気番組となった。女性には知りたい情報をしっかりと伝え、男性には裸が見たいという欲求をふくらまさせるといった明るく楽しく男女が見られる番組を目指していた。
2022年12月25日より、当番組をドラマ化した『ギルガメッシュFIGHT』が「Paravi」にて配信される。

## 制作の経緯
1980年代半ば頃から深夜番組の過激化が社会問題となり、各局は「脱・お色気」の風潮が強まっていた。当時のテレビ東京も1985年に「夜はエキサイティング」を終了させて以降、約6年間に渡り深夜のお色気番組は自粛していた。それまでの深夜のお色気と言えば主に成人男性向けの内容であることが多かったが、1990年代に入ると男女雇用機会均等法や女性の社会進出などの影響もあり、仕事から帰宅した若い女性層も深夜番組を視聴する傾向が増加していた。一方で男性層はこの時期、アダルトビデオ（レンタルビデオ）、アニメ、テレビゲーム、パーソナルコンピュータといったオタク・マニアック層が形成され、趣味嗜好も細胞化、分散化（テレビとは違うコンテンツに移行）する状況となる。
そんな深夜番組へのコンプライアンスが厳しかった状況の中、単なるエロを売りにした内容ではなく「成人女性向けの情報番組」・「女性にも楽しめるセクシー番組」として製作された。「女性必見！」、「エステ」、「温泉」、「ランジェリー」、「下着」、「美容」といったテーマに加え、司会者や出演者の大半を女性タレントで固め、街頭インタビューする際は若い女性に尋ねるなど全体的にも女性視聴者を意識した番組作りがなされた。実際に視聴者の約半数は女性で特に『ギルガメ治療院』や『ランジェリー歌謡祭』といったコーナーはツボの療法、流行のランジェリーなどが役に立つなどの理由で女性人気が高く、下着ファッションショーや店紹介などの実用ネタも貴重な情報源として女性層に好評だった。一方で男性層の視聴者は独身男性の割合が多かったという。
他局の11PMやトゥナイトのような番組とは異なり、頑なに風俗情報を扱わない「女性が嫌がるモノはNG」といった姿勢をとっており、番組のプロデューサーだった斧賢一郎は放送当時のインタビューで「この番組は女性の視点で作っており、風俗番組（エロ番組）といわれると心外。」と語っている。また当番組の初期のディレクターを担当していた中尾哲郎は、学生時代に見た同局の「独占!男の時間」に影響を受け、「このようなゲリラ的なテレビ番組をつくってみたい」としてテレビ東京（当時：東京12チャンネル）に入社したという。

## 主なコーナー・企画
GNNヒップライン
リニューアル後のオープニング企画。飯島 愛が他愛もないニュースを読み上げた後、Tバックを見せる。ニュースチャンネル「CNNヘッドライン」のパロディ。番組人気最高潮時には本家CNNから取材が来た。
ボディコンdeスポーツ
グラビアアイドルなどがボディコン姿で様々なスポーツに挑戦する。
ギルガメ治療院
イジリー岡田が治療院院長に扮し、AV女優が患者としてゲスト出演する番組初期の頃の女性向けコーナー。スリーサイズなど問診しつつ、実際の指圧師であるジェフ古川がコリをほぐしていく内容で女性視聴者からも好評を得ていた。
コリの原因としてAV作品を紹介する場面は男性視聴者を狙って放送していたが、毎回VTR終わりはイジリーのアップとなっていた。
夜食ばんざい / ギルガメクッキング
裸にエプロンの女性アシスタントとともに夜食を作る食欲と性欲を交えたお料理コーナー。
- 初代のホストと女性アシスタントは、なぎら健壱と野坂なつみ。
- 「新」はイジリー岡田と憂木瞳。
- 「ギルガメクッキング」は山崎まさやと城麻美。

ランジェリーファッションショー
当初はセクシーメイツがモデルとなり飯島愛とイジリー岡田が女性視聴者向けに最新ランジェリーを紹介。
後に出演女性は水谷ケイやAV女優が務めるようになった。
ランジェリー歌謡祭
下着姿の歌謡祭。出演女性が歌声を披露しながら最新の下着を紹介するという体のコーナーで、実際女性人気も高かった。
ギルガメ写真館
女性カメラマンがAV女優やグラビアアイドルのヌードや水着姿を撮影するコーナー。
女性向け番組のため、カメラマンも女性が担当していた。
ドラマ 三乳士
Eカップ以上のバストを持つ女性（AV女優）が出演するコーナー。
バスルームシネマ
憂木瞳と城麻美が入浴しながら映画紹介するコーナー。

## 番組から誕生したユニット
- VIVID
  - 独特なキャラクターとダンスを得意としたユニットで番組開始当初から3か月間、アシスタントとして出演していた女性3人組。その後、細川ふみえと交代する形で番組を降板した。
- LADY´S（細川ふみえ・藤崎仁美・山崎真由美）
  - 番組初期の頃に活躍したユニットであり以降、番組では3人組のセクシーユニットが継続される事となる。
- コブトリブラザーズ（日高充・イジリー岡田）
  - ボディコンdeスポーツのコーナーで実況・解説を担当、又トークなどでも絡む場面が多かった事から名付けられた愛称であり、実際はユニットやグループではない。一時期、ファンクラブが存在した。
- 憂木 瞳＆イジリー岡田
  - 番組企画の一環としてシングルCD「マンゴ・ナタデ・ココ」をリリースするために組まれたユニット。
- 仔寵仔寵（相羽香奈・山川小春・葉山みどり）
  - LADY´Sに続く3人組で乳房が露出している衣装が特徴的だった。
- ギルガメ セクシーメイツ（斉藤りさ・星野かおり・染谷まさ美）
  - 番組においてオーディションが行われ、結成されたセクシーアイドルユニット。後に他局等への出演も増え、グループ名も長いという事で「セクシーメイツ」と称すようになった。
- MASK
  - 桜井あゆみと水谷ケイによる期間限定ユニットで写真集も発売された。
- ラテンガールズ 情熱娘（土田理奈・山本恵美・山岡要子）
  - 1997年、ブラジルのアーティストであるCarrapichoの「恋のチキチキ」の日本語版を歌唱するセクシーグループとして結成。3人のメンバーは番組内でのオーディションによって選抜された。
- 山崎まさや＆香月あんな
  - 「恋の東京ナイトクラビング」という曲を歌うために結成された音楽ユニット。この曲は、お笑い芸人のアンジェラ・デストロイがアイドル時代に所属していたHako（With Bibian）というグループのシングルCD（カップリング）に収録されている。
- ピーチガールズ 桃姫隊（斉藤容子・高原奈美・細井架奈美）
  - 番組の終盤に出演していた3人組。メンバーの1人に中森あきない（当時：高原奈美）が在籍していた。

## 視聴率
平均視聴率は、5% - 6%を記録するなど90年代を代表する深夜番組として大ヒットした。放送開始当初は、番組の知名度も低く、視聴率も伸び悩んでいたが1992年に全国ネットの放送がスタートして以降、人気番組に成長した。アルベールビルオリンピックの開会式中継の真裏で放送した回が視聴率で勝利した事もある。「殿様のフェロモン（フジテレビ）」や「ロバの耳そうじ（日本テレビ）」など他局のお色気深夜番組は人気を維持できず短命で終了していた中、当番組は1人勝ち状態で安定した人気を得ており、6年半の放送が続いた。

## 苦情・クレーム
- ギルガメ治療院では当初、AV女優の作品を紹介する場面が放送されていたが女性視聴者も多かったため、苦情が付き途中から作品紹介は行われなくなった。また指圧の際もトップレス姿であったが下着で行うように変更された。
- 人気コーナー「新・夜食ばんざい」は開始当初、父兄からの苦情がたくさん寄せられていたという。
- 放送当時、番組には苦情がたくさん寄せられており、それに対応する形で一時期「愛＆バカルディの苦情受け付けます」というコーナーがあった。飯島愛と当時レギュラー出演していたバカルディ（現：さまぁ〜ず）が番組に寄せられた苦情のハガキを紹介するというもの。
- 1998年1月31日の放送で視聴者からテレビ東京の放送番組審議会宛に｢内容がお色気番組として笑って見過ごせる範囲を超えているのでは?｣・「マンネリ化している」などといった苦情が多く寄せられ、番組の内容について審議された結果、同年4月の改編で3月28日放送分をもって打ち切りが決定し、7年間の放送にピリオドを打った。

その他
- 1990年代は既にビデオデッキが普及しており、アダルトビデオやレンタルビデオ全盛時代であった。次第に視聴率を獲得できない、スポンサーがつかないなどの事情から深夜のお色気番組の需要は低下傾向を辿っていった。
- 1997年12月16日、同局で放送中だったテレビアニメ「ポケットモンスター」の放送終了後にポケモンショックが発生し、番組の放送がおよそ4カ月間休止という措置が取られ、テレビ東京は大打撃を受けた。この影響を受けて当時、人気が低迷していたギルガメッシュNIGHTの打ち切りも検討されたという見方もある。
- 1998年2月に開催予定の長野冬季五輪（1998年長野オリンピック）を間近にして外国人観光客や日本にもより良いイメージを持ってもらうために過激な内容が自粛され、お色気要素を控えめにした内容に変更されたのではないか？という意見もあった。

## 影響

### 芸能界
この番組は主に放送当時、20代から30代だった若い女性層（1960年代後半生まれのバブル世代 - 1970年代前半生まれの団塊ジュニア世代）がリアルタイム世代に当たるが、番組の知名度が高いこともあって世代ではない年齢層にも知られており、芸能人でも好きだったと公言する者も多い。
- リアルタイム世代（放送当時、20代 - 30代）
  - 鈴木奈都、鶴久政治。
- リアルタイムよりも上の世代（放送当時は30代 - 40代）
  - 関根 勤、小堺一機。
- リアルタイムよりも下の世代（放送当時は幼少期または学生、未成年者など）
  - 雨宮まみ、山崎弘也、SILVA、宮地謙典、赤いプルトニウム、関谷友美、山下健二郎[27]、神田伯山、村上純[28]、秋山竜次[29]、オードリー、渡辺 隆、あやまん監督[30]、綾野剛、根本はるみ、しみけん、吉村崇、星野源[31]、堂本光一、村上信五、横山裕、大野智、ゴールデンボンバー[32]、ニューヨーク、ベッド・イン[33]、熊切あさ美、大堀恵、有馬すず、澤部佑、清水あいり、大木亜希子、坂井伊織。

根本はるみはイジリー岡田とウラ関根TVで共演した際に「男子生徒から土曜の深夜に凄いエロい番組がやっていることを聞き、女友達と集まり鑑賞した。」と語っていた。
関根勤は、自身の番組（ウラ関根TV）にイジリー岡田がゲスト出演したとき「俺はあの番組が終わったのショックでさぁ~」と語っていた。
KinKi Kidsの堂本光一や関ジャニ∞の村上信五は、番組（ピカイチ）でイジリー岡田と共演した際に「夜の兄貴」的な感じで好意を抱いていたという。
AV女優の有馬すずは、番組の世代ではないが、父親の部屋で見つけたビデオテープの中にギルガメが録画されていて出演していた飯島 愛に影響を受けてAV女優としてデビューした。
お笑いコンビ・ハナイチゴの関谷友美は、小学生のときに「放送当時、小学6年生だった姉が同級生から深夜にすごい番組がやってるらしいと情報を仕入れ、なんとしてでも観たい！と思い姉妹で力を合わせることに。深夜、親にバレないようにこっそりと子供部屋の小さなテレビに布団を被せ、姉と一緒にイヤホンを片方ずつ耳に入れて肩を寄せ合いながら視聴。これが性を開花させたきっかけ」だと語っている。
テレビ東京出身のフリーアナウンサー大橋未歩はTOKYO MXの「5時に夢中!」に出演した際、「大学生時代にギルガメの出演者としてスカウトを受けたことがある」と明かした。

### 他局
- 『殿様のフェロモン』・『A女E女』 - ギルガメのヒットに影響を受けてフジテレビが制作、当番組と同じく土曜深夜に放送したお色気番組。
- 『やりすぎコージー』- 開始当初は当番組と同じ時間帯の放送だったため、AV女優が出演する「モンロー祭り」などのエッチな企画にチャレンジした[38]。
- おねがい!マスカット - ギルガメの放送終了から10年後の2008年に同じ局で放送開始。グラビアアイドルとAV女優の出演や司会がお笑いタレント等、この番組を踏襲した要素がいくつか見られる。

## 番組名
番組名はメソポタミアの英雄「ギルガメシュ」が精力絶倫の王であることにちなむ。実際に使用していたタイトルロゴは「ギルガメッシュNIGHT」であるが、番組表上では「ギルガメッシュないと」と表記されていた。

## 出演者

### 司会
- 岩本恭生（1991年10月 - 1997年3月）
- 木内あきら（1995年10月 - 1996年3月）
- さとう珠緒（1996年4月 - 1997年6月）
- 大原かおり（1997年4月 - 1997年12月）
- 城麻美（1997年7月から1997年12月）
- 桜井あゆみ（1997年7月 - 最終回）
- 鶴久政治（元チェッカーズ、1998年1月から最終回）

### アシスタント
- VIVID（1991年10月 - 1992年1月）
- 細川ふみえ（1992年1月 - 1993年3月）
- 飯島愛（1993年4月 - 1995年3月）
- 梶原亜紀（1998年1月 - 最終回）

### レギュラー
- イジリー岡田
- なぎら健壱
- 日高充
- 山崎まさや
- ギリギリガールズ
- セクシーメイツ
- 憂木瞳
- 水谷ケイ
- 滝川なち
- 城麻美
- 北原梨奈
- 香月あんな
- 矢沢ようこ

## 出演者（番組内）のエピソード
- 当時、番組のプロデューサーがよく口にしていた名言が「志は高く、カメラは低く」だった。
- 1994年春頃、当時20歳で人気絶頂だった憂木瞳が突如、番組から失踪する事態が発生した。スタッフも「消息は、さっぱりわからないね。本人が突然と姿を消してしまったし、一回も連絡がないしね」と言うように失踪は謎に包まれた。しかし翌年には番組に復帰し、ストリップ出演などを再開した[39]。
- 1994年頃、『ボキャブラ天国』をきっかけとするブームを背景にコンビ芸人がコーナー定期出演することになった結果、8か月ほどイジリー岡田は出演していなかった。これは番組と岡田の所属事務所ホリプロとの間で正式に決定した告知なしの降板であり、後任には事務所の後輩であるバカルディ（後のさまぁ〜ず）が起用された。しかし大竹一樹は後に、番組について「辞めたくてしょうが無かった」と語るなど、バカルディは岡田の様に立ち回る事はしなかった。加えて岡田はセクシー系出演者の関係悪化の兆しを察知し報告する役目を秘密裏に担っていたため、岡田がいない期間にレギュラー陣の関係は険悪になっていた。この状況を打開すべく飯島愛がプロデューサーに直談判した結果、番組に復帰したという経緯がある。
- 番組の中で「ヌードを撮られたい素人の女の子」を募集した際には、「私のヌード写真を撮ってほしい。それをきっかけにAV女優になりたいと思います。」という女性から手紙が来たこともあり、番組の影響を受けて実際にAVデビューする者もいたという。さらにギルガメ終了後にイジリー岡田が大阪のテレビ番組に出演していたところ、その番組を担当しているアシスタントのような女性から「私、ギルガメ見てました。」と言われた事もあった。
- 「グラビアアイドルをテレビでブレイクさせる」というコンセプトであることや90年代から深夜番組のチャンネル権は主に女性が握るようになったことから「若い女性視聴者をターゲット」にしたことで人気を得た。他局でもこの番組の遣り方を応用してグラビアアイドルや女性タレントが主役を務める「女性向けのお色気深夜バラエティ」が放送されるようになった。『BiKiNi』・『出動!ミニスカポリス』・『BREAK!』・『ワンダフル』・『アイドル王』などが代表的である。
- 木内あきらは、番組の映画コーナーの面接に行ったとき突然プロデューサーから「君、司会やって」と言われ、司会に起用されたという。
- イジリー岡田は高速ベロ動かしなどの特技を披露して一躍有名となり、司会を務めた岩本恭生や鶴久政治よりも「ギルガメを代表する顔」として知られるようになった。ギルガメの放送が終了して20年以上経った今でもイジリー岡田がバラエティー番組に出演した際にこの番組を話題にする時があり、特技でもある「高速ベロ」や「ギルガメッシュ!!」という台詞を発言することが躊躇に見られる。
- レギュラー出演者だった水谷ケイによると番組出演1本のギャラ（AV女優やセクシータレント）は1人1万〜1万5千円ほどだったという[40]。
- 番組1日のスケジュールは、隔週で毎週月曜日の朝8時30分入り→ドライ・本読み（9時30分）→カメラリハーサル（10時30分）→昼休憩（12時 - 13時）→本番（昼13時）という流れで撮影をしていた。
- この番組は、それまで日陰者的な存在だったグラビアアイドルや新人AV女優たちをタレント化・アイドル化させたアイドルの登竜門的な番組だったと言える。その代表的な例が細川ふみえや飯島 愛であり、その後に続いて憂木瞳、城麻美なども当番組に出演したことでAV活動と並行しながら人気を集めた。以降、グラビアアイドルとAV女優が一緒に出演する深夜番組は、『おねがい!マスカット（マスカットシリーズ）』に受け継がれた。

## スタッフ
担当者は最終回時点。
- 構成：安延拓美
- TD：橋川昌明
- 映像（VE）：野崎秀人
- カメラ：笹村武史
- 音声：西山恵美子
- 照明：小川圭介
- TK：城 真弓
- デザイン：関根恵二
- 美術進行：野本和広
- 編集スタジオ：タワーテレビビデオセンター（現・テクノマックス）、ヴィジュアルベイ（ロケVTR編集）
- オンライン編集：山岸富則（タワーテレビビデオセンター）
- （音響） 効果：和気誠司（音響企画）
- 番宣：後藤克哉
- テーマ曲：TTM
- スタイリスト：志葉則行、華江遊子
- プロデューサー：斧 賢一郎
- ディレクター：川幡 浩
- 製作著作：テレビ東京

### 過去のスタッフ
- プロデューサー：工藤忠義
- ディレクター：菅直満、中村豊志、佐藤哲也、中尾哲郎

## ネット局
| 放送対象地域   | 放送局             | 系列                          | 放送時間 | 放送期間 | 備考               |
| -------------- | ------------------ | ----------------------------- | --- | --- | ------------------ |
| 関東広域圏     | テレビ東京         | テレビ東京系列                | 土曜 25:25 - 26:20 土曜 25:15 - 26:10                                                                             | 1991年10月5日 - 1992年3月28日 1992年4月4日 - 1998年3月28日 | 製作局             |
| 北海道         | テレビ北海道       | テレビ東京系列                | | |                    |
| 愛知県         | テレビ愛知         | テレビ東京系列                | 土曜 25:50 - 26:45 土曜 25:15 - 26:10 土曜 25:20 - 26:15 土曜 24:55 - 25:50 土曜 24:25 - 25:20 土曜 24:40 - 25:35 | 1992年10月3日 - 1994年9月24日 1994年10月1日 - 1994年12月24日 1995年1月7日 - 1996年3月23日 1996年4月6日 - 1996年12月28日 1997年1月11日 - 1998年3月28日 1998年4月4日 | 数週遅れ           |
| 大阪府         | テレビ大阪         | テレビ東京系列                | | | [ 43 ]             |
| 岡山県・香川県 | テレビせとうち     | テレビ東京系列                | | |                    |
| 福岡県         | TVQ                | テレビ東京系列                | | |                    |
| 静岡県         | 静岡第一テレビ     | 日本テレビ系列                | | |                    |
| 富山県         | チューリップテレビ | TBS系列                       | | |                    |
| 山口県         | テレビ山口         | TBS系列                       | | |                    |
| 愛媛県         | 伊予テレビ         | TBS系列                       | | | 現社名・あいテレビ |
| 岩手県         | 岩手めんこいテレビ | フジテレビ系列                | | |                    |
| 石川県         | 石川テレビ         | フジテレビ系列                | | |                    |
| 福井県         | 福井テレビ         | フジテレビ系列                | | 1992年 - 1993年 |                    |
| 広島県         | テレビ新広島       | フジテレビ系列                | | 末期1年間のみ |                    |
| 長崎県         | テレビ長崎         | フジテレビ系列                | | |                    |
| 熊本県         | テレビ熊本         | フジテレビ系列                | | |                    |
| 鹿児島県       | 鹿児島テレビ       | フジテレビ系列                | | | [ 44 ]             |
| 山形県         | 山形テレビ         | テレビ朝日系列                | | | [ 45 ]             |
| 福島県         | 福島放送           | テレビ朝日系列                | | |                    |
| 大分県         | テレビ大分         | 日本テレビ系列 フジテレビ系列 | | | [ 46 ]             |
| 奈良県         | 奈良テレビ         | JAITS                         | | |                    |
| 和歌山県       | テレビ和歌山       | JAITS                         | | |                    |
| 滋賀県         | びわ湖放送         | JAITS                         | | |                    |

## ギルガメッシュLIGHT

### BSジャパンで14年ぶりに復活
2012年1月13日からテレビ東京系列のBSデジタル放送局であるBSジャパンにおいて毎週金曜23:00から『ギルガメッシュLIGHT』として約14年ぶりに復活、司会には『ないと』のレギュラーだったイジリー岡田の他、大堀恵・木村好珠（2009年度準ミス日本）の3人でスタート、「WEEKEND VISUAL MAGAZINE」をテーマとして掲げている。
1月25日より番組未公開映像がYouTubeにて配信され、4月16日発売の『週刊ヤングマガジン』のケータイYM連動企画でコラボレーションした。壇蜜を主軸とした企画「壇蜜湯」がスタートし、放送終了後のYouTubeの未公開動画が70万アクセスを記録した。
唯一地上波で最後まで放送されていたテレビ北海道（テレビ東京系列）でも2013年1月11日に最終回となった。11月20日に番組DVD『ギルガメッシュLIGHT 壇蜜湯 ぷるるん 寝起き ドッキリ いや〜ん旅行 カーウォッシュバトル まなみんのお化け屋敷探訪 テレビはダメだけどDVDならまあいっかSP』が発売されるのを記念して、12月30日に「DVD発売記念! 一夜限りの狂い咲きSP」が放送された。

### 出演者

#### MC
- イジリー岡田（ミスターギルガメ）[gl 5]
- 大堀恵（夜の帝王、めーたん）[gl 6]

#### コメンテーター
- SILVA（「ギルチャレ」のプロデュース、寝起き公式ソング製作を担当）
- 宇多丸（RHYMESTER）（「三者面談」の担任を担当）

#### G9
メンバーの入れ替え等の余地があるために「（仮）」が付いていたが、最終回にてこれが外され、全員卒業となった。括弧内は番組内の愛称。レギュラー育成下部組織「ファーム」も設立され、入れ替え制をとっている。
レギュラー
1期生（#1 - 50）
- 丸高愛実（まなみん）
- 立花陽香（たっちー）
- 壇蜜（DM）
- 野田彩加（あやちょる）
- 太田千晶（ちぃ姉）

2期生（#30 - 50）
公式Twitterにて告知されたイベントにて番組より先にお披露目された。表記は#30登場順。
- 渡辺未優（みゆみゆ）
- 西永嶺花（りょおたす）
- 藤岡静香（しーちゃん）
- 荒木奈々（ななぴょん）
- 麻田侑希（翁長夕貴）（ゆき姉）

ファーム（#29 - 50）
ロケ中心で出演、活躍次第ではレギュラーへの復帰もある。
- 神庭姉妹
  - 神庭美帆（姉、お姉）
  - 神庭亜夢（妹、いもタソ、黒亜夢）

#### 主なゲスト
- 高須克弥 & 西原理恵子
- いちご姫
- ゲッターズ飯田
- 中沢芳菜
- アイヤー・ダイ

#### OG（過去の出演者）
- 木村好珠 - MC（2012年1月13日 - 5月11日）[gl 14]
- 石原夕里朱 - G9（仮）1期生（2012年1月13日 - 7月27日）[gl 15]
- あきち - G9（仮）1期生（2012年1月13日 - 7月27日）[gl 16]
- たかはし智秋 - コメンテーター（2012年1月13日 - 9月21日）[gl 17]

### スタッフ

#### 復活SP時
- スタジオ技術：鈴木智昭
- 映像：芹野昭義、畑中陶太、杉山博紀
- 撮影[gl 18]：近藤慎司、藤本茂樹、風間誠、平島輝久、松原弘兼、中村郁夫
- 音声：松岡努、細田秀浩、光山由貴子、立山優美、芝崎泰光
- 照明：塚生崇、山崎康紀、庄司鉄平
- ロケ技術：矢田部修
- 美術：小越敏彦、金森明日香
- 協力：内海智・岡本純一（ポニーキャニオン）、テクノマックス、テレビ東京アート、港家
- メイク：ラフテル
- タイトル：小室泰樹
- ロゴ：森村泰久
- 音響効果：北澤亨
- TK：関井麻衣
- 編集：菅野雄介、早川政秀、猿橋怜
- MA：大矢研二
- 編成：山田倫生（BSジャパン）
- 番宣：荒井正和
- コンテンツ：福田和恵、國安百合
- HP：佐治裕一郎、猿渡真人
- AD[gl 19]：中澤亜友、中村裕介、山田翔太
- AP：市川佳子
- 制作協力：KABUTO
- SPECIAL THANKS：[要説明]：つかはら・たむらようこ・岩佐真吾・蓮勺朝子・佐藤大地・清隼一郎、山越和宏（兼構成）、新かな子（兼ナレーション）、野口かず美（兼番宣）、財前健一郎（フルモデルモ）、中沢菜芳、Oidooon（兼制作協力）、100名のお客様、ギルライブース（公式）
- ディレクター：渡邊展久、関口奈津美（兼AD）
- チーフディレクター：辻章太郎（兼FD）、米倉伸
- 演出：祖山聡（兼FD&D）
- プロデューサー・演出：井上雅晴
- プロデューサー：越山進
- 製作：BSジャパン、PROTX

#### 過去
- ナレーション：佐野文俊[gl 20]
- 技術：吉田和雄
- 映像：杉山博紀
- 撮影：吉田和雄
- 音声：斉藤孝行
- 照明：和氣義幸
- ロケ技術：宮川量康、小川正明、中馬越直人、小笹直樹、小林寿恵
- 協力：TSP、アニキ、AKS
- 衣装協力：12XU、STADIUM、RINKAN、RUPERT
- ロケ協力：HOTEL & SPA Anda Resort 伊豆高原、TOKYO TOWER、二宮町吾妻公園、GUAM TV PRODUCTIONS[gl 21]
- メイク：エレファントリップ
- TK：中嶋梨沙
- 編集：山岸富則（ギルガメッシュないと時代も担当）、佐藤良正、小川洋行、米沼元之、塩塚寛幸、吉村政孝
- AD：松崎涯、鈴木信一郎、篠原弘樹、松岡陵馬
- ディレクター：井上貴詞、大野寿之、南川尚人、鈴木隼、森谷将、五十嵐優人
- チーフディレクター：木戸隆文[gl 22]、須藤孝幸、杠政寛、青山海太（兼D）、坂口秀作・高橋伸幸（兼FD&D）

### エンディングテーマ
『Mu・Zi・Q』（#1 - 22）
作詞 - bokachi / 作曲 - wtf / 歌 - bómi（日本コロムビア）
「OH MY POOKY!!!」TWCP-17（2012年2月8日、TOWER RECORDS限定ミニアルバム）4曲目に収録
『Friend』（#23 - 49）
作詞 - SILVA / 作曲・編曲 - 朝本浩文 / 歌 - SILVA（BACIAMI RECORDS）
『Baby Don't Cry』（#50・復活SP）
歌 - INXS

### 放送リスト
| #(放送日)                                            | コーナー                            | コーナー                                        | コーナー                                        | コーナー                        | コーナー                                  | コーナー                        | コーナー                |
| ---------------------------------------------------- | ----------------------------------- | ----------------------------------------------- | ----------------------------------------------- | ------------------------------- | ----------------------------------------- | ------------------------------- | ----------------------- |
| 1(1.13)                                              | イジリー'sZONE                      | 女子旅 ぷるるん温泉                             | エッジな客人                                    |                                 |                                           |                                 |                         |
| 2(1.20)                                              | イジリー'sZONE                      | 女子旅 ぷるるん温泉                             | エッジな客人                                    | 初体験日記                      |                                           |                                 |                         |
| 3(1.27)                                              | イジリー'sZONE                      | 女子旅 ぷるるん温泉                             | エッジな客人                                    | ギルチャレ                      |                                           |                                 |                         |
| 4(2.3)                                               | イジリー'sZONE                      | 女子旅 ぷるるん温泉                             | 初体験日記                                      | ギルチャレ                      |                                           |                                 |                         |
| 5(2.10)                                              | イジリー'sZONE                      | 女子旅 ぷるるん温泉                             | 初体験日記                                      | エッジな客人                    |                                           |                                 |                         |
| 6(2.17)                                              | イジリー'sZONE                      | 〜心はヌードになっていいですか?〜               | 初体験日記                                      | エッジな客人                    |                                           |                                 |                         |
| 7(2.24)                                              | イジリー'sZONE                      | ギルチャレ                                      | 丸の内 オトナSUMMIT                             | 袋とじ おしおき                 | 三者面談                                  | NEWS                            |                         |
| 8(3.2)                                               | イジリー'sZONE                      | ギルチャレ                                      | 初体験日記                                      | 袋とじ おしおき                 | エッジな客人                              |                                 |                         |
| 9(3.9)                                               | イジリー'sZONE                      | 女子旅 ぷるるん温泉                             | 三者面談                                        | 手相占いでMC3人を丸裸に!        |                                           |                                 |                         |
| 10(3.16)                                             | イジリー'sZONE                      | 女子旅 ぷるるん温泉                             | 初体験日記                                      | エッジな客人                    |                                           |                                 |                         |
| 11(3.23)                                             | ギルチャレ                          | 女子旅 ぷるるん温泉                             | 丸の内 オトナSUMMIT                             |                                 |                                           |                                 |                         |
| 12(3.30)                                             | ギルチャレ                          | 女子旅 ぷるるん温泉                             | イジリー'sZONE                                  | 三者面談                        |                                           |                                 |                         |
| 13(4.6)                                              | ギルチャレ                          | 女子旅 ぷるるん温泉                             | イジリー'sZONE                                  | 十番勝負                        | 初心者でも楽しめるスナック講座            |                                 |                         |
| 14(4.13)                                             | ギルチャレ                          | 三者面談                                        | イジリー'sZONE                                  | 十番勝負                        | 初体験日記                                |                                 |                         |
| 15(4.20)                                             | ギルチャレ                          | 三者面談                                        | エッジな客人                                    | 十番勝負                        |                                           |                                 |                         |
| 16(4.27)                                             | ギルチャレ                          | 初体験日記                                      | 丸の内 オトナSUMMIT                             |                                 |                                           |                                 |                         |
| 17(5.4)                                              | エッジな客人                        | 初体験日記                                      | 丸の内 オトナSUMMIT                             | イジリー'sZONE                  | このみんファンに捧ぐ 幻のセクシーショット |                                 |                         |
| 18(5.11)                                             | エッジな客人                        | ギルチャレ                                      | 今宵 卒業                                       | イジリー'sZONE                  |                                           |                                 |                         |
| 19(5.18)                                             | エッジな客人                        | ギルチャレ                                      | 「チームあやちょる」が行く! 激闘! 10kmマラソン! | イジリー'sZONE                  | NEWS                                      |                                 |                         |
| 20(5.25)                                             | エッジな客人                        | 初体験日記                                      | 三者面談                                        | 先生の流儀                      |                                           |                                 |                         |
| 21(6.1)                                              | エッジな客人                        | 密着24時                                        | 女子旅 ぷるるん温泉                             | NEWS                            |                                           |                                 |                         |
| 22(6.8)                                              | いや〜ん♥旅行                       | イジリー'sZONE                                  | 先生の流儀                                      | NEWS                            |                                           |                                 |                         |
| 23(6.15)                                             | いや〜ん♥旅行                       | イジリー'sZONE                                  | ギルチャレ                                      |                                 |                                           |                                 |                         |
| 24(6.22)                                             | いや〜ん♥旅行                       | ギルコレ                                        | 先生の流儀                                      |                                 |                                           |                                 |                         |
| 25(6.29)                                             | ギルチャレ                          | 「チームあやちょる」が行く! 激闘! 10kmマラソン! | 丸の内 オトナSUMMIT                             |                                 |                                           |                                 |                         |
| 26(7.6)                                              | ギルチャレ                          | 初体験日記                                      | 先生の流儀                                      |                                 |                                           |                                 |                         |
| 27(7.13)                                             | 壇蜜湯                              | ギルコレ                                        | ○○探訪                                          | 丸の内 オトナSUMMIT             |                                           |                                 |                         |
| 28(7.20)                                             | 壇蜜湯                              | もう1度観たいアノ場面大賞                       | NEWS                                            | 先生の流儀                      |                                           |                                 |                         |
| 29(7.27)                                             | アクション女優への道（仮）          | 第1回イジリー's ZONE大賞                        | 本日の 重大発表                                 |                                 |                                           |                                 |                         |
| 30(8.3)                                              | 女子旅 ぷるるん温泉                 | ○○探訪                                          | G9（仮） New member                             | NEWS                            |                                           |                                 |                         |
| 31(8.10)                                             | 女子旅 ぷるるん温泉                 | ○○探訪                                          | エッジな客人                                    | 先生の流儀                      |                                           |                                 |                         |
| 32(8.17)                                             | 女子旅 ぷるるん温泉                 | アクション女優への道（仮）                      | 初体験日記                                      | NEWS                            |                                           |                                 |                         |
| 33(8.24)                                             | 女子旅 ぷるるん温泉                 | ギルチャレ                                      | イジリー's ZONE                                 | ファーム                        |                                           |                                 |                         |
| 34(8.31)                                             | いや〜ん♥旅行                       | ギルチャレ                                      | 壇蜜湯                                          |                                 |                                           |                                 |                         |
| 35(9.7)                                              | いや〜ん♥旅行                       | あやちょるから2通目のビデオレターが…            |                                                 |                                 |                                           |                                 |                         |
| 36(9.14)                                             | いや〜ん♥旅行                       | アクション女優への道（仮）                      | イジリー's ZONE                                 |                                 |                                           |                                 |                         |
| 37(9.21)                                             | いや〜ん♥旅行                       | ニガチャレ                                      | 丸の内 オトナSUMMIT                             | 本日で卒業                      |                                           |                                 |                         |
| 38(9.28)                                             | エッジな客人                        | 初体験日記                                      | 壇油                                            | ファーム通信                    |                                           |                                 |                         |
| 39(10.5)                                             | イイ女になりなさい                  | ギルチャレ                                      | 壇蜜湯                                          |                                 |                                           |                                 |                         |
| 40(10.12)                                            | イイ女になりなさい                  | ギルチャレ                                      | 初体験日記                                      | アクション女優への道（仮）      | ファーム通信                              |                                 |                         |
| 41(10.19)                                            | イイ女になりなさい                  | ギルチャレ                                      | 三者面談                                        | エッジな客人                    |                                           |                                 |                         |
| 42(10.26)                                            | イイ女になりなさい                  | ギルコレ                                        | 壇蜜湯                                          | G9（仮）を鑑定!                 | Moe1グランプリにG9（仮）参戦!             |                                 |                         |
| 43(11.2)                                             | イイ女になりなさい                  | アクション女優への道（仮）                      | 初体験日記                                      | 大変よく頑張りましたSP          | 寝起き公式ソング 製作スタート             | ファーム通信                    | 超話題の映像作品がDVDに |
| 44(11.9)                                             | イイ女になりなさい                  | 壇蜜湯                                          | アクション女優への道（仮）                      | おかえりなさい!                 | LIVE 北九州市 小倉競輪場                  |                                 |                         |
| 45(11.16)                                            | イイ女になりなさい                  | いや〜ん♥旅行                                   | 壇油                                            | イジリー's ZONE                 | 微睡む大堀                                | 1人ファッションショー in グアム |                         |
| 46(11.23)                                            | イイ女になりなさい                  | いや〜ん♥旅行                                   | ○○探訪                                          |                                 |                                           |                                 |                         |
| 47(11.30)                                            | 初DVDが発売                         | いや〜ん♥旅行                                   | 寝起き公式ソング 湘南♥LOVE ME 完成              | ファーム通信                    |                                           |                                 |                         |
| 48(12.7)                                             | 壇蜜湯                              | いや〜ん♥旅行                                   | 今夜あの女がカムバック                          | G9（仮）に関する重大発表が!!    |                                           |                                 |                         |
| 49(12.14)                                            | イジリー×大堀×宇多丸 アダルトトーク | いや〜ん♥旅行                                   |                                                 |                                 |                                           |                                 |                         |
| 50(12.21)                                            | ギルコレ                            | アクション女優への道（仮）                      | ギルガメ的クリスマス談義…                       | 永久保存版!! 激動の1年          |                                           |                                 |                         |
| SP(2013.12.30)                                       | DVD発売記念! 一夜限りの狂い咲きSP   | DVD発売記念! 宣伝歩き旅                         | DVD宣伝 スタジオ探訪!                           | サインパネル争奪 じゃんけん大会 |                                           |                                 |                         |
| 明確なコーナーのみ、表記順は放送順と一致させていない |                                     |                                                 |                                                 |                                 |                                           |                                 |                         |

### ネット局
| 放送対象地域 | 放送局       | 系列           | 放送時間                     | 放送期間                      | 備考      |
| ------------ | ------------ | -------------- | ---------------------------- | ----------------------------- | --------- |
| 全国         | BSジャパン   | テレビ東京系列 | 金曜 23:00 - 翌日0:00        | 2012年1月13日 - 12月21日      | 製作局    |
| 長崎県       | テレビ長崎   | フジテレビ系列 | 日曜 1:10 - 2:10（土曜深夜） | 2012年4月8日 - 7月29日        | [ gl 26 ] |
| 北海道       | テレビ北海道 | テレビ東京系列 | 土曜 1:00 - 2:00（金曜深夜） | 2012年4月21日 - 2013年1月12日 | [ gl 27 ] |

### エピソード
- タイトルは『ギルガメッシュないと』を受け継いでいるが、番組全体の内容としては『アルテミッシュNIGHT』に近い。
- 大堀は、番組を務めるにあたって『ギルガメッシュないと』のVTRをスタッフから取り寄せてもらって予習したという[48]。
- レギュラー出演者の中では壇蜜が当番組を機きっかけにブレイクした[49]。

## パロディ
- 埼玉県川越市ではこの番組のタイトルを使用したコスプレイベントが行われている。
- ゴッドタン - 「オオギリッシュNIGHT」（ただし内容としては『IPPONグランプリ』に近い。）
- ゴッドタン - 「ネタギリッシュNIGHT」
- ゴッドタン - 「ナツカシッシュNIGHT」
- ナタデウォッシュないと - ニコニコ動画の生放送で配信された番組。
- ギルガーメッシュMIDNIGHT - 2011年にATOMからパロディーAVが製作された。（※内容は全く別物）
- C調び〜なす!（ベッド・イン） - PVにイジリー岡田が出演し、当番組を髣髴させる台詞や歌詞が見られる。
- テレビアニメ「おそ松さん」に登場する童貞自警団新品ブラザーズの松野トド松が「ギルガメ復活しろ 新品のトド松」と名乗っている。
- マスカットナイト - この番組のタイトルを踏襲している。
- ミズガメッシュナイト - 水樹奈々のMの世界内でのコーナー。リスナーから寄せられたちょっとエッチな体験談を紹介する。
- 2018年から放送されたテレビ東京のアニメ「テレビ野郎 ナナーナ」の中でテレ東ネタとして「バナナメッシュNIGHT」、「ナナジー（イジリー岡田）」、「バナナメッシュガールズ（ギリギリガールズ）」といった当番組のタイトルや出演者がパロディーにされている。

## 映像作品
- ザ・ベスト・オブ・ギルガメッシュないと[VHS]（1993年03月19日）
- ギルガメッシュNIGHT 飯島愛スペシャル[VHS]（1993年03月19日）
- ギルガメッシュNight 憂木瞳スペシャル[VHS]（1994年07月21日）
- ギルガメッシュNight・SUPER DELUXE VIDEO '94[VHS]（1994年07月21日）
- ギルガメッシュ NIGHT リターンズ１ ギャルズ編[VHS]
- ギルガメッシュ NIGHT リターンズ２ ヌードパフォーマンス編[VHS]
- ギルガメッシュ NIGHT リターンズ３ セクシーロケ編[VHS]
- ギルガメッシュ NIGHT リターンズ４ 巨乳編[VHS]
- ギルガメッシュ NIGHT リターンズ５ ギルガメ写真館編[VHS]
- ギルガメッシュ NIGHT リターンズ６ 爆笑FIGHT編[VHS]
- ギルガメッシュ NIGHT リターンズ７ 湯けむり旅情編[VHS]
- さよならギルガメッシュ NIGHT[VHS]

## 写真集
- ギルガメッシュNIGHT 写真集オールコレクションズ（1996年8月1日）

## グッズ
2017年8月、ヴィレッジヴァンガードから公式グッズが限定発売された。
- ロゴキャップ
- アクリルキーホルダー
- Tシャツ（ブラック＆ホワイト）
- スタッキングマグ（グリーン＆ホワイト）
- iPhoneケース
- 缶バッジ 全3色（ホワイト・ブラック・ピンク）

2017年9月、アパレルブランドであるパンクドランカーズとのコラボ商品が発売された。
- 【PDSxギルガメッシュNIGHT】ギルガメッシュロング Tシャツ
- 【PDSxギルガメッシュNIGHT】ギルガメッシュ下着

2019年7月 - 8月にかけてDMMスクラッチにてギルガメグッズが抽選で限定販売された。
- ギルガメ ティッシュケース（1名様限定）
- ギルガメ トイレットペーパー（9個限定）
- ギルガメ クリアファイアル 3種類（15個限定）
- ギルガメ ボールペン（25個限定）
- ロゴステッカー（50枚限定）
- ギルガメ パーカー（10名様限定）※イジリー岡田のサイン入り

2020年、テレビ東京で放送された「今日からやる会議」からギルガメッシュNIGHTのロゴがデザインされたグッズが羽田空港国内線ターミナルにOPENしたPOP UP SHOP「テレ東本舗。」にて限定発売された。
- ギルガメッシュないとロゴTシャツ - 100枚限定
- ギルガメッシュないとロゴキャップ - 50枚限定

### ギルガメッシュないと
1. ↑  斧賢一郎「ハイティーンとヤングアダルト拡大の先兵に（特集 深夜番組のモチーフ）」『月刊民放』第24巻第5号、日本民間放送連盟、1994年5月1日、22-23頁、NDLJP:3471101/12。
2. ↑  “やりすぎた『やりすぎコージー』 社長激怒で打ち切り寸前!? (2008年4月11日)”. エキサイトニュース (2008年4月11日). 2024年8月29日閲覧。
3. ↑  “「ゴッドタン」山里を迎えて豪華“エロ大喜利”第2弾”. お笑いナタリー.   ナターシャ. 2024年8月29日閲覧。
4. ↑  “「ネタギリッシュNIGHT」に相席スタートら参戦、初代王者のギースも”. お笑いナタリー.   ナターシャ. 2024年8月29日閲覧。
5. ↑  テレビ東京・ＢＳテレ東『過去に戻って変えたいお笑いの歴史とは？ 40代の芸人が懐かしネタで大はしゃぎ | テレビ東京・ＢＳテレ東の読んで見て感じるメディア テレ東プラス』。2024年8月29日閲覧。
6. ↑  “伝説の深夜番組「ギルガメ」14年ぶり復活、宇多丸がレギュラー”. 音楽ナタリー.   ナターシャ. 2024年8月29日閲覧。
7. ↑  “ギルガメがドラマで“復活” 90年代伝説のお色気番組 本家スタッフたちの実話基に - スポニチ Sponichi Annex 芸能”. スポニチ Sponichi Annex. 2024年8月29日閲覧。
8. ↑  “【限定商品】伝説の深夜番組「ギルガメッシュNIGHT」公式グッズ発売！”. ヴィレッジヴァンガード. 2024年8月29日閲覧。
9. ↑  テレビ東京・ＢＳテレ東『今日からやる会議(テレ東)の番組情報ページ | テレ東・ＢＳテレ東 7ch(公式)』。2024年8月29日閲覧。
10. ↑  “「ギルガメ」復活！伝説の“大人番組”にまさかの準ミス日本も登場/デイリースポーツ online”. デイリースポーツ online (2024年8月29日). 2024年8月29日閲覧。
11. ↑  テレビ東京・ＢＳテレ東『「ギルガメッシュないと」懐かしの映像も！過激だった昭和の“お色気番組” | テレ東・ＢＳテレ東の読んで見て感じるメディア テレ東プラス』。2025年1月15日閲覧。
12. ↑  “イジリー岡田が『ギルガメッシュないと』で感じた細川ふみえのプロ意識（双葉社 THE CHANGE）”. Yahoo!ニュース. 2025年1月30日閲覧。
13. ↑  “90年代伝説の深夜番組『ギルガメッシュないと』をドラマ化 主演は藤原季節”. ORICON NEWS. 2022年12月11日閲覧。
14. ↑  “80年代土曜深夜 フジvs日テレvsテレ朝のトップレス戦争”. NEWSポストセブン. 2023年12月31日閲覧。
15. ↑  “伝説の深夜番組「オールナイトフジ」復活へ 港社長とのパイプで「とんねるず」の出演はあるか（2ページ目）”. デイリー新潮 (2023年2月1日). 2023年12月31日閲覧。
16. ↑  『月刊総評』日本労働組合総評議会、1985年、71頁。
17. ↑  “フォーラム記録026”. web.kyoto-inet.or.jp. 2023年12月31日閲覧。
18. ↑  “宅八郎さん死去 森高フィギュア＆紙袋…オタク開拓 - おくやみ”. 日刊スポーツ. 2023年12月31日閲覧。
19. ↑  “”アニメオタク差別”を変えた京都アニメーションの偉業と追悼と。（古谷経衡） - エキスパート”. Yahoo!ニュース. 2023年12月31日閲覧。
20. ↑  『日本民間放送年鑑』コーケン出版、1994年、50頁。
21. ↑  『週刊朝日』大阪朝日新聞社、1993年、49頁。
22. ↑  『B.L.T』東京ニュース通信社、1997年9月28日、172頁。
23. ↑  『サンデー毎日』每日新聞社、1993年、30頁。
24. 1 2  クレタパブリッシング「昭和50年男」2020年2月11日発売第1号54頁
25. 1 2  クレタパブリッシング「昭和50年男」2020年2月11日発売第1号55頁
26. ↑  “イジリー岡田、『ギルガメ』終了で”エロ”封印から役者としても開眼”. 日刊サイゾー (2022年8月19日). 2024年1月1日閲覧。
27. ↑  編集部, ABEMA TIMES (2020年7月8日). “三代目JSBがライブ本番前に全員でギルガメポーズ！？NAOTO「30歳以上の男子しか喜ばないよ(笑)」 | バラエティ | ABEMA TIMES | アベマタイムズ”. ABEMA TIMES. 2024年9月11日閲覧。
28. ↑  “ロバート秋山、コント「トゥトゥトゥサークル」のリズムがLMFAOの名曲と一緒!?「俺が先にやっていたんだよ！」”. ライブドアニュース. 2024年9月11日閲覧。
29. ↑  “ロバート秋山、コント「トゥトゥトゥサークル」のリズムがLMFAOの名曲と一緒!?「俺が先にやっていたんだよ！」”. ライブドアニュース. 2024年9月11日閲覧。
30. ↑  なつみ, 小泉. “(3ページ目)「安全日なんてない、と今は言いたい」デビューから10年、下ネタで一世を風靡したあやまん監督（42）の“後悔””. 文春オンライン. 2024年9月11日閲覧。
31. ↑  “星野源「ギルガメ」視聴のために注いだ情熱 試練があったと告白/デイリースポーツ online”. デイリースポーツ online (2024年9月11日). 2024年9月11日閲覧。
32. ↑  “金爆「テレ東 音楽祭」でイジリー岡田と“ギルガメ”コラボ”. 音楽ナタリー.   ナターシャ. 2024年9月11日閲覧。
33. ↑  withnews編集部. “「エロいものこそエライ！」 ベッド・インが〝ギルガメ魂〟貫くワケ”. withnews.jp. 2024年9月11日閲覧。
34. ↑  “天才テリー伊藤対談「イジリー岡田」（3）高速ベロは伝統芸と励まされて…”. アサ芸プラス (2016年11月9日). 2024年6月14日閲覧。
35. ↑  “「マルチポルノスター」を目指す、有馬すずちゃんインタビュー！「精子の味」で男子の食生活などを見抜いちゃうエロ能力高めな女の子です！”. 日刊SODオンライン (2019年5月22日). 2024年9月11日閲覧。
36. ↑  高橋千里 (2022年3月21日). “セフレに疲れて「女性用風俗」に行ってみた。“失った自尊心”を取り戻すまで”. QJWeb クイック・ジャパン ウェブ. 2023年2月12日閲覧。
37. ↑  “大橋未歩アナ、大学生の時「ギルガメッシュないと」のスカウト受けていた「テレ東臭がしていたのかな」”. スポーツ報知 (2021年6月30日). 2024年9月11日閲覧。
38. ↑  未歩小林 (2014年6月6日). “『モヤモヤさまぁ〜ず2』総合プロデューサー 伊藤 隆行さん”. クリエイターのための総合情報サイト CREATIVE VILLAGE. 2023年2月12日閲覧。
39. ↑  “憂木瞳 裸エプロンＡＶ女王 突然の失踪引退騒動｜プレイバック芸能スキャンダル史”. 日刊ゲンダイDIGITAL. 2023年2月12日閲覧。
40. ↑  “ポロリのギャラ1.5万円！？ 伝説のお色気番組「ギルガメッシュNIGHT」や「女だらけの水泳大会」の裏側を大暴露：じっくり聞いタロウ｜テレ東プラス”. ライブドアニュース. 2023年2月12日閲覧。
41. ↑  ミニ番組『グランパスNEWS』の放送期間中は5分遅れで放送。
42. ↑  1998年4月11日からの『アルテミッシュNIGHT』もこの時間帯で放送。
43. ↑  1991年10月から半年間は、同時刻に関西ローカルの自社製作番組『beatパラダイス』を放送していた関係で、数日遅れで放送していた。
44. ↑  1994年3月31日までは日本テレビ系列とのクロスネット局だった。
45. ↑  1993年3月31日まではフジテレビ系列だった。
46. ↑  1993年9月30日まではテレビ朝日系列にも加盟していた。
47. ↑  “「ギルガメッシュ　LIGHT」の放送が決定!! イジリー岡田が本領発揮！”.   ザテレビジョン (2012年1月12日). 2021年2月19日閲覧。
48. ↑  “イジリー岡田、14年ぶりギルガメ復活に怪気炎「始まっちゃえばこっちのもん」”. ORICON NEWS (2016年10月5日). 2024年9月11日閲覧。
49. ↑  “『ギルガメLIGHT』が一夜限り復活 壇蜜の貴重なお宝映像にも期待”. ORICON NEWS.   oricon ME (2013年9月19日). 2023年2月12日閲覧。
50. 1 2  “藤原季節主演×大東俊介共演 『ギルガメッシュないと』から着想を得たドラマがParaviで配信”. Real Sound｜リアルサウンド 映画部. 2022年12月9日閲覧。
51. ↑  “ギルガメ×金爆が『テレ東音楽祭（初）』でスペシャルコラボ！TOKIO、V6、関ジャニ、NEWSも参戦”. cinemacafe.net (2014年6月26日). 2024年9月11日閲覧。

### ギルガメッシュLIGHT
1. ↑  “イジリー岡田暴走再び！？「ギルガメッシュ…」復活”. スポニチ Sponichi Annex 芸能 (2011年12月26日). 2024年6月14日閲覧。
2. ↑  “伝説の深夜番組「ギルガメ」14年ぶり復活、イジリー岡田がMC”. お笑いナタリー (2011年12月26日). 2024年6月14日閲覧。
3. ↑  “DVD発売記念！伝説的バラエティ『ギルガメッシュLIGHT』がBSジャパンで一夜限りの復活！”. テレビ関連ニュース [テレビドガッチ] (2013年9月19日). 2013年10月2日時点のオリジナルよりアーカイブ。2024年6月14日閲覧。
4. ↑  エンドロールでクレジットされたが、大堀恵、宇多丸、西永嶺花が欠席。
5. ↑  大堀のトレーディングカード発売に便乗した。
6. ↑    1. 13からSDN48のテロップは無くなった。企画にも参加している。トレーディングカードで番組とコラボしている。#49では結婚祝福テロップが入った。
7. ↑    1. 43 - 45は立花が欠席、#43・45は中央席がなかった。
8. ↑    1. 37はDMが欠席したため中央席がなかった。
9. 1 2  番組内企画「10kmマラソン」、「第3回 Run Pit presents SPORTSONE 皇居マラソン」（2012.5.12）10kmの部に出場、記録は63:20（目標は60:00）の結果により野田と神庭姉、姉妹の連帯責任という事で神庭妹もファームへ降格。自らシェイプアップ企画を提案し達成、その努力が認められ#44からレギュラーに復帰。
10. 1 2  太田ソロ企画にて神庭姉妹が評価され太田がファーム降格。神庭姉妹は手段にクレームがつきレギュラー復帰はならなかった。ファーム降格後の努力が認められ#48からレギュラーに復帰。その際G9（仮）が10人となった為、席が左5となる。
11. ↑  2012年7月23日のツイート
12. ↑  “元ＳＤＮ大堀ギルガメで宣言「確率98％」”. AKB48 - 芸能ニュース.   日刊スポーツ (2012年7月31日). 2024年6月14日閲覧。
13. ↑    1. 16で留年したかのような発言があったが、ブログでは卒業パーティに参加している記事もある。卒業パーティー｜神庭姉妹公式ぶろぐ｢欲しがりません。勝つまでは。｣ - アメーバブログ
14. ↑  企画にも参加していて度々G9入りを示唆されたりとMCの座を脅かされていた。学業が忙しいため#16 - 17を欠席、学業専念の為#18で卒業を発表（本人公式Twitterでのツイート - 2012年5月12日閲覧）。夏休み期間に、#34 - 37でゲストとして出演。
15. ↑  親バレ前にとの発言もあったが今後の展開を考え、#29で卒業を発表。
16. ↑  アニソンぷらすのプロデューサーがあきちを見学にきており、2012年4月9・16日の出演が決まった。2012年10月13 - 14日に自身がイメージキャラクター「ゆめの☆あきち」（Moe1 ゆめの☆あきち「夢★CHU」　オリジナル3DキャラクターPV - YouTube）を務めるイベント「Moe1グランプリ」に専念する為、#29で卒業を発表。#41でイベントが紹介された。
17. ↑    1. 1のゲストで#2からレギュラーに昇格、「三者面談」のナビゲーターを担当。海外ドラマ「SMASH」のアイヴィー役CVに抜擢され、吹き替えに専念するため#37で卒業を発表。卒業後も、VTR企画やロケで出演した。
18. ↑  度々登場する「小島さん」はクレジットされていない。
19. ↑  「AD審議会」という番組方針を決定する組織がある。
20. ↑    1. 39でゲスト出演、復活SP時はクレジット無し。
21. ↑    1. 49の関連コーナーの最後にスタッフロールが流れた。
22. ↑    1. 14では企画に巻き込まれた。
23. ↑  「ZOOM IN」は#4から、#13は出張版。
24. ↑    1. 16は蔵出し映像。
25. ↑    1. 21は番外編。
26. ↑  『ハピ★バラ』枠で放送されていた。
27. ↑  途中回からの放送。8月4日の金曜日は前日3日から4日未明にかけてテレビ東京系列でロンドンオリンピック中継の同時ネット放送を行った関係で1週分放送休止となったため、遅れ日数が拡大された。